# Teknologisk utopi

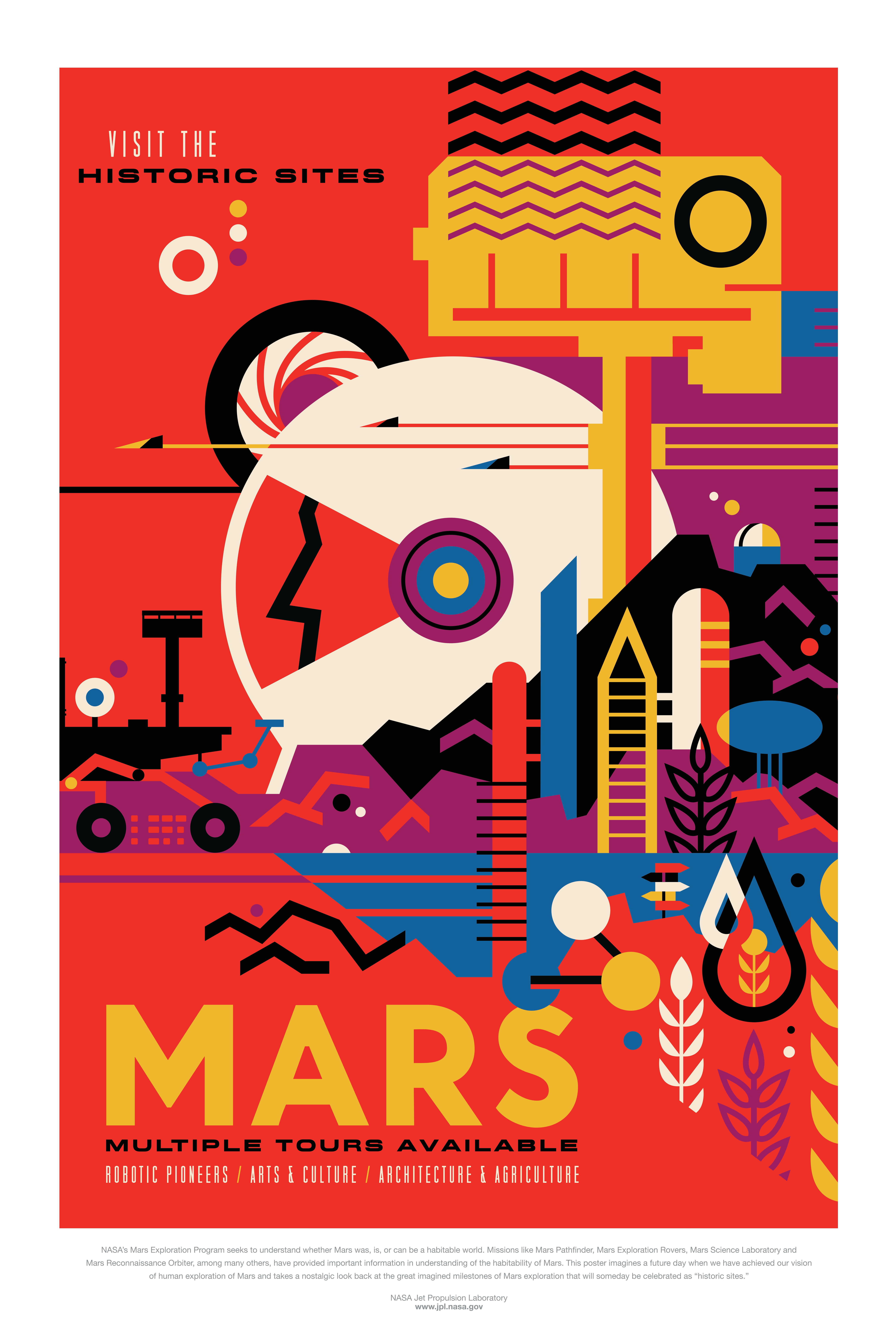
En NASA-affisch om en fiktiv Mars-resa. Teknologiska framsteg inom rymdresor är ofta ett tema i utopier.

Teknologisk utopism (ofta kallad tekno-utopism eller teknoutopism) är vilken ideologi som helst som bygger på förutsättningen att framsteg inom vetenskap och teknik kan och bör medföra en utopi, eller åtminstone bidra till att uppfylla ett eller annat utopiskt ideal.
En teknoutopi är därför ett idealsamhälle där lagar, regeringar och sociala förhållanden enbart verkar till förmån och välbefinnande för alla dess medborgare, i en nära eller avlägsen framtid, i takt med att avancerad vetenskap och teknologi kommer att möjliggöra dessa ideala levnadsstandarder; till exempel post-knapphet, förändringar i den mänskliga naturen, undvikande eller förebyggande av lidande och till och med slutet på döden.
Teknologisk utopism är ofta kopplad till andra diskurser som presenterar teknologier som aktörer för social och kulturell förändring, såsom teknologisk determinism eller medieföreställningar.
En teknikutopi bortser inte från några problem som teknologi kan orsaka, utan tror starkt på att teknologi gör det möjligt för mänskligheten att göra sociala, ekonomiska, politiska och kulturella framsteg. Sammantaget ser teknologisk utopism teknologins effekter som extremt positiva.
I slutet av 1900-talet och början av 2000-talet har flera ideologier och rörelser, såsom den cyberdeliska motkulturen, den kaliforniska ideologin, cyberutopism, transhumanism och singularitarism, framkommit och främjat en form av teknoutopi som ett uppnåeligt mål. Rörelsen som kallas effektiv accelerationism (e/acc) förespråkar till och med "framsteg till varje pris". Kulturkritikern Imre Szeman menar att teknologisk utopism är en irrationell social berättelse eftersom det inte finns några bevis som stöder den. Han drar slutsatsen att det visar i vilken utsträckning moderna samhällen sätter tilltro till berättelser om framsteg och teknologi som övervinner saker, trots alla bevis som talar för motsatsen.

## Historia

### Från 1800-talet till mitten av 1900-talet
Karl Marx trodde att vetenskap och demokrati var höger och vänster hand i vad han kallade övergången från nödvändighetens rike till frihetens rike. Han menade att vetenskapliga framsteg bidrog till att undergräva kungarnas styre och den kristna kyrkans makt.
1800-talets liberaler, socialister och republikaner omfamnade ofta teknoutopismen. Radikaler som Joseph Priestley bedrev vetenskaplig forskning samtidigt som de förespråkade demokrati. Robert Owen, Charles Fourier och Henri de Saint-Simon inspirerade kommunalister i början av 1800-talet med sina visioner om en framtida vetenskaplig och teknologisk utveckling av mänskligheten med hjälp av förnuft. Radikaler utnyttjade darwinistisk evolutionsteori för att validera idén om sociala framsteg. Edward Bellamys socialistiska utopi i Looking Backward, som inspirerade hundratals socialistiska klubbar i slutet av 1800-talets USA och ett nationellt politiskt parti, var lika högteknologisk som Bellamys fantasi. För Bellamy och de fabianska socialisterna skulle socialismen genomföras som en smärtfri följd av industriell utveckling.
Marx och Engels såg mer smärta och konflikt inblandat, men var överens om det oundvikliga slutet. Marxister hävdade att teknologins framsteg lade grunden inte bara för skapandet av ett nytt samhälle, med andra ägandeförhållanden, utan också för framväxten av nya människor som återknytit sin koppling till naturen och sig själva. Högst upp på agendan för bemyndigade proletärer stod "att öka de totala produktivkrafterna så snabbt som möjligt". Vänstern under 1800-talet och början av 1900-talet, från socialdemokrater till kommunister, fokuserade på industrialisering, ekonomisk utveckling och främjandet av förnuft, vetenskap och idén om framsteg.
Enligt historikern Asif Siddiqi var teknologisk utopism ett "tusenårigt mantra" i Sovjetunionen från starten. Bolsjevikerna föreställde sig "en värld av magnifika fabriker och mekaniserat jordbruk som producerade alla samhällets nödvändigheter", en ny socialistisk maskinålder. Siddiqi skriver att "denna besatthet av vetenskapens och teknologins kraft att omforma samhället delvis var förankrad i grov marxism, men mycket av den härrörde från bolsjevikernas egen vision att omforma Ryssland till en modern stat, en stat som skulle jämföra och konkurrera med de ledande kapitalistiska nationerna i att skapa en ny väg mot framtiden." Från 1930-talet och framåt anammade den sovjetiska teknologiska utopismen en populistisk syn på teknologiska landvinningar, vilket Siddiqi sammanfattar som "teknologi för massorna". Sovjetisk science fiction var starkt fokuserad på framtida teknologi och skildrade ofta en konvergens mellan teknologisk utopi och socialistisk utopi.
Sovjetologen Paul Josephson menade att de flesta inriktningar inom sovjetisk teknologisk utopism betonade att teknologi var apolitisk, "tjänade vinstmotivet och industrialisten under kapitalismen, men gynnade hela mänskligheten under socialismen". För att undvika teknologiskt beroende av kapitalistiska stater försökte Sovjetunionen och andra socialistiska regeringar, påverkade av dess berättelser, skapa inhemska teknologiska innovationer, stödda av autarkiska ingenjörsgrupper och leveranskedjor.
Vissa teknologiska utopister förespråkade eugenik. Med tanke på att vetenskapen i studier av familjer, såsom Jukes och Kallikaks, hade bevisat att många egenskaper som kriminalitet och alkoholism var ärftliga, förespråkade många sterilisering av de som uppvisade negativa egenskaper. Tvångssteriliseringsprogram implementerades i flera delstater i USA.
H.G. Wells främjade i verk som The Shape of Things to Come teknologisk utopism.
För många filosofer tycktes fasorna under andra världskriget och Förintelsen, som Theodor Adorno betonade, krossa idealet hos Condorcet och andra upplysningstidens tänkare, som vanligtvis likställde vetenskapliga framsteg med sociala framsteg.

### Från slutet av 1900-talet och början av 2000-talet
| The Goliath of totalitarianism will be brought down by the David of the microchip. |
| – Ronald Reagan,                                                                   |

En rörelse av teknoutopism började blomstra igen i dotcom-kulturen på 1990-talet, särskilt på USA:s västkust, särskilt runt Silicon Valley. Den kaliforniska ideologin var en uppsättning övertygelser som kombinerade bohemiska och antiauktoritära attityder från 1960-talets motkultur med teknoutopism och stöd för libertariansk ekonomisk politik. Det reflekterades i, rapporterades om och marknadsfördes till och med aktivt på sidorna i tidskriften Wired, som grundades i San Francisco 1993 och under ett antal år fungerade som "bibeln" för sina anhängare.
Denna form av teknoutopism återspeglade en övertygelse om att teknisk förändring revolutionerar mänskliga angelägenheter, och att digital teknik i synnerhet – av vilken internet bara var ett blygsamt förebud – skulle öka den personliga friheten genom att befria individen från den rigida omfamningen av en byråkratisk storstat. "Självstärkta kunskapsarbetare" skulle göra traditionella hierarkier överflödiga; digital kommunikation skulle göra det möjligt för dem att fly den moderna staden, en "föråldrad kvarleva från industriåldern".
Liknande former av "digital utopism" har ofta dykt upp i parti- och sociala rörelsers politiska budskap som pekar på webben eller mer allmänt på nya medier som förebådare för politisk och social förändring. Dess anhängare hävdar att den överskred konventionella "höger/vänster"-skillnader inom politiken genom att göra politik föråldrad. Västerländsk teknoutopism lockade dock oproportionerligt mycket anhängare från den libertarianska högeränden av det politiska spektrumet. Västerländska teknoutopister hyser ofta en fientlighet mot statlig reglering och en tro på det fria marknadssystemets överlägsenhet. Bland framstående "orakel" inom teknoutopismen fanns George Gilder och Kevin Kelly, redaktör för Wired som också publicerade flera böcker.
Under dotcom-boomen i slutet av 1990-talet, när den spekulativa bubblan gav upphov till påståenden om att en era av "permanent välstånd" hade anlänt, blomstrade teknoutopismen, vanligtvis bland den lilla andel av befolkningen som var anställda i internetstartups och/eller ägde stora mängder högteknologiska aktier. Med den efterföljande kraschen var många av dessa dotcom-teknoutopister tvungna att tygla en del av sina övertygelser inför den tydliga återkomsten av traditionell ekonomisk verklighet.
Enligt The Economist har Wikipedia "sina rötter i den teknooptimism som präglade internet i slutet av 1900-talet. Den menade att vanliga människor kunde använda sina datorer som verktyg för befrielse, utbildning och upplysning."
I slutet av 1990-talet och särskilt under 2000-talets första decennium är teknorealism och teknoprogressivism ståndpunkter som har ökat bland förespråkare för teknologisk förändring som viktiga alternativ till teknoutopism. Teknologisk utopism kvarstår dock under 2000-talet som ett resultat av ny teknisk utveckling och dess inverkan på samhället. Till exempel har flera tekniska journalister och samhällskommentatorer, såsom Mark Pesce, tolkat WikiLeaks- fenomenet och läckan av de amerikanska diplomatkablarna i början av december 2010 som en föregångare till, eller ett incitament för, skapandet av ett tekno-utopiskt transparent samhälle. Cyberutopism, som först myntades av Evgeny Morozov, är en annan manifestation av detta, särskilt i relation till internet och sociala nätverk.
Nick Bostrom hävdar att uppkomsten av maskinell superintelligens medför både existentiella risker och en extrem potential att förbättra framtiden, vilket snabbt kan förverkligas i händelse av en underrättelseexplosion. I Deep Utopia: Life and Meaning in a Solved World utforskade han vidare ideala scenarier där den mänskliga civilisationen når teknologisk mognad och löser sina mångsidiga samordningsproblem. Han listade några teknologier som är teoretiskt uppnåeliga, såsom kognitiv förbättring, åldrandeförändringar, självreplikerande rymdfarkoster, godtyckliga sensoriska input (smak, ljud...) eller exakt kontroll av motivation, humör, välbefinnande och personlighet.
I Nordkorea är teknologisk utopism fortfarande ett av huvudtemana i statens Juche-ideologi. Strävan efter avancerad strategisk teknologi främjas som en integrerad del av den autonoma ekonomiska utvecklingen. Nordkoreas teknologiska utopism vilar i huvudsak på tre berättelser: förkastandet av konsumtionssamhället och -kulturen, en betoning på tung industri och en tro på arbetarmassornas förmåga att göra stora tekniska framsteg under Koreas arbetarparti. I praktiken har detta resulterat i att merparten av Nordkoreas tekniska resurser har använts för storskaliga, resurskrävande infrastruktur- och militära projekt, av vilka många främst har symbolisk betydelse. Inhemska innovationer inom kärn- och rymdvetenskap fortsätter att spela en viktig roll i statens propagandaberättelser, som syftar till att framställa Nordkorea som en modern regional makt.

## Principer
Bernard Gendron, professor i filosofi vid University of Wisconsin–Milwaukee, definierar de fyra principerna för moderna teknologiska utopister i slutet av 1900-talet och början av 2000-talet enligt följande:
1. Vi genomgår för närvarande en (postindustriell) teknologisk revolution;
2. I den postindustriella eran kommer den tekniska tillväxten att upprätthållas (åtminstone);
3. I den postindustriella eran kommer teknologisk tillväxt att leda till slutet för ekonomisk knapphet;
4. Elimineringen av ekonomisk knapphet kommer att leda till eliminering av alla större sociala onda.

Rushkoff presenterar flera påståenden som omger de grundläggande principerna för teknologisk utopism:
1. Teknologi återspeglar och uppmuntrar de bästa aspekterna av mänsklig natur och främjar "kommunikation, samarbete, delning, hjälpsamhet och gemenskap".[22]
2. Teknologi förbättrar vår interpersonella kommunikation, relationer och gemenskap. Tidiga internetanvändare delade sin kunskap om internet med andra omkring sig.
3. Teknologi demokratiserar samhället. Den utökade tillgången till kunskap och färdigheter ledde till att människor och information kopplades samman. Den utvidgade yttrandefriheten skapade "onlinevärlden...där vi får uttrycka våra egna åsikter".[23] Minskningen av ojämlikheterna i makt och rikedom innebar att alla har lika status på internet och får göra lika mycket som nästa person.
4. Tekniken utvecklas oundvikligen. Interaktiviteten som kom från uppfinningarna av TV- fjärrkontrollen, joysticken för videospel, datormusen och datortangentbordet möjliggjorde mycket mer framsteg.
5. Oförutsedda effekter av teknik är positiva. Allt eftersom fler människor upptäckte internet, utnyttjade de möjligheten att vara kopplade till miljontals människor och förvandlade internet till en social revolution. Regeringen offentliggjorde den, och dess "sociala bieffekt ... [blev] dess främsta kännetecken".[22]
6. Tekniken ökar effektiviteten och konsumenternas valmöjligheter. Skapandet av TV-fjärrkontrollen, joysticken för videospel och datormusen befriade dessa tekniker och gjorde det möjligt för användare att manipulera och kontrollera dem, vilket gav dem många fler valmöjligheter.
7. Ny teknik kan lösa de problem som skapats av gammal teknik. Sociala nätverk och bloggar skapades ur kollapsen av IT-bubblans företags försök att köra pyramidspel på användare.

## Kritik
Kritiker hävdar att teknoutopismens identifiering av sociala framsteg med vetenskapliga framsteg är en form av positivism och scientism. Kritiker av modern libertariansk teknoutopism påpekar att den tenderar att fokusera på "statlig inblandning" samtidigt som de avfärdar de positiva effekterna av reglering av näringslivet. De påpekar också att den har lite att säga om teknikens miljöpåverkan och att dess idéer har liten relevans för en stor del av resten av världen som fortfarande är relativt fattig.
I sin studie från 2010, System Failure: Oil, Futurity, and the Anticipation of Disaster, argumenterar Imre Szeman, professor i kulturstudier vid Canada Research, att teknologisk utopism är en av de sociala berättelser som hindrar människor från att agera utifrån den kunskap de har om oljans effekter på miljön.
En annan oro är hur mycket samhället kan tänkas lita på deras teknologier i dessa tekno-utopiska miljöer. Till exempel, i en kontroversiell artikel från 2011, "Techno-Utopians are Mugged by Reality", utforskade L. Gordon Crovitz från The Wall Street Journal konceptet med kränkning av yttrandefriheten genom att stänga ner sociala medier för att stoppa våldet. Till följd av en våg av plundrade brittiska städer hävdade den tidigare brittiske premiärministern David Cameron att regeringen borde ha möjlighet att stänga ner sociala medier under brottsutbrott så att situationen kunde begränsas. En undersökning genomfördes för att se om Twitter-användare föredrog att låta tjänsten stängas tillfälligt eller hålla den öppen så att de kunde prata om den berömda tv-serien X-Factor. Slutrapporten visade att alla respondenter valde att delta i X-Factor-diskussionen. Crovitz hävdar att den negativa sociala effekten av teknologisk utopi är att samhället är så beroende av teknologi att mänskligheten helt enkelt inte kan skiljas från den ens för det större bästa. Medan många teknoutopister gärna vill tro att digital teknik är till för det allmännas bästa, säger han att den också kan används negativt för att skada allmänheten. Dessa två kritiker kallas ibland för en teknologisk antiutopisk syn eller en teknodystopi.
Enligt Ronald Adler och Russell Proctor är medierad kommunikation som telefonsamtal, snabbmeddelanden och textmeddelanden steg mot en utopisk värld där man enkelt kan kontakta en annan oavsett tid eller plats. Medierad kommunikation tar dock bort många aspekter som är användbara för att överföra meddelanden. Som det ser ut 2022 ger de flesta sms, e-postmeddelanden och snabbmeddelanden färre icke-verbala signaler om talarens känslor än möten ansikte mot ansikte. Detta gör att medierad kommunikation lätt kan missförstås och det avsedda budskapet inte förmedlas korrekt. I avsaknad av ton, kroppsspråk och miljömässig kontext är risken för missförstånd mycket högre, vilket gör kommunikationen ineffektiv. Faktum är att medierad teknologi kan ses ur ett dystopiskt perspektiv eftersom den kan vara skadlig för effektiv interpersonell kommunikation. Denna kritik skulle endast gälla meddelanden som är benägna att misstolkas eftersom inte all textbaserad kommunikation kräver kontextuella ledtrådar. Begränsningarna av bristande ton och kroppsspråk i textbaserad kommunikation skulle potentiellt kunna mildras av video- och förstärkt verklighet- versioner av digitala kommunikationstekniker.
År 2019 introducerade filosofen Nick Bostrom begreppet en sårbar värld, "en värld där det finns en viss nivå av teknisk utveckling där civilisationen nästan säkert ödeläggs per automatik", med hänvisning till riskerna med en pandemi orsakad av en gör-det-själv-biohacker, eller en kapprustning utlöst av utvecklingen av nya vapen. Han skriver att "Teknikpolitiken inte utan tvekan bör anta att alla tekniska framsteg är fördelaktiga, eller att fullständig vetenskaplig öppenhet alltid är bäst, eller att världen har kapacitet att hantera eventuella nackdelar med en teknik efter att den har uppfunnits."